# Hanford Site

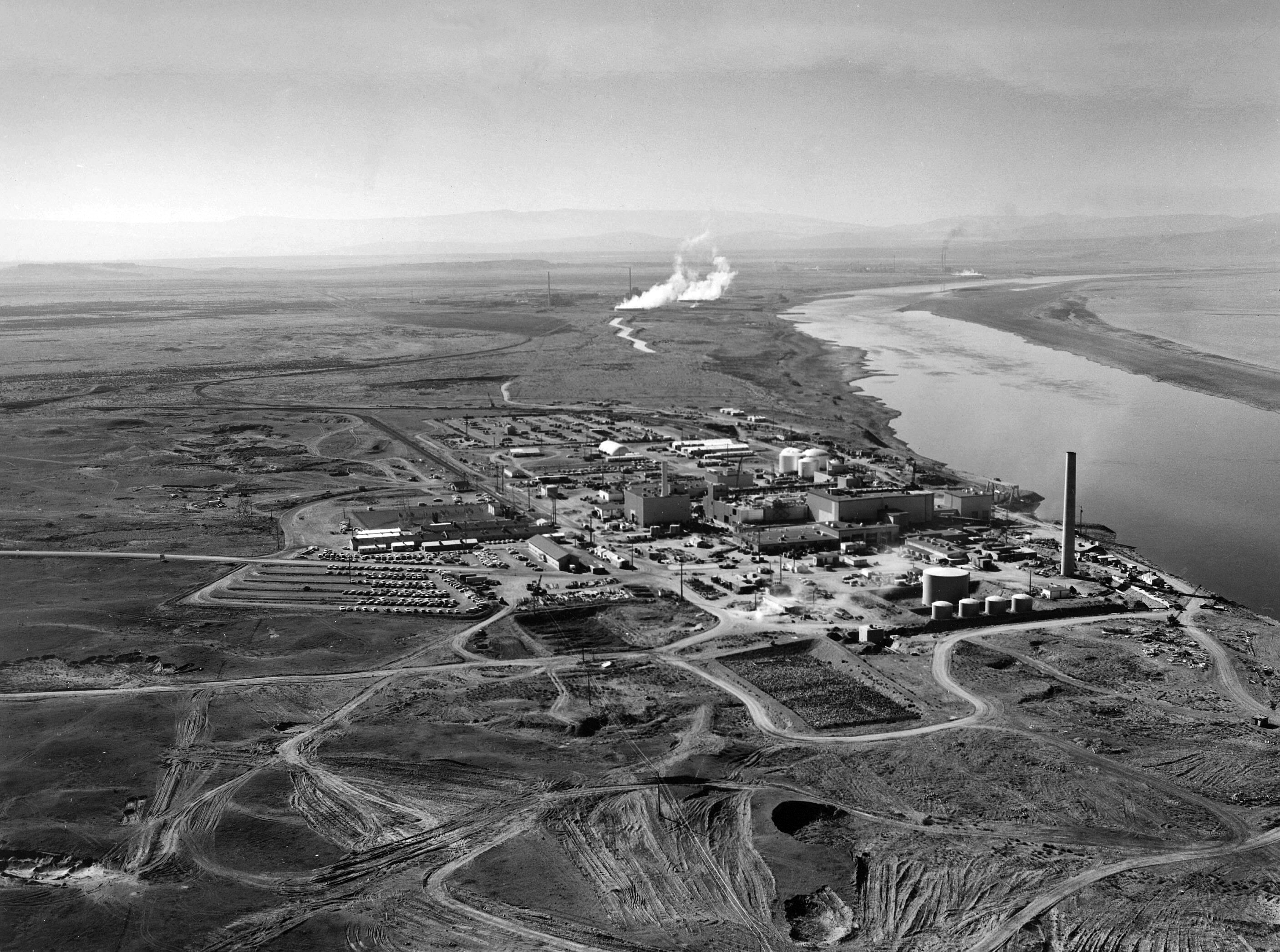
Kernreactoren op de Hanford Site langs de oever van de rivier de Columbia in januari 1960. De N-reactor op de voorgrond en de tweelingreactoren KE en KW op de achtergrond. De historische B-reactor, de eerste reactor voor plutoniumproductie ter wereld, is zichtbaar in de verte.

De Hanford Site is een Amerikaans nucleair complex nabij Richland in de staat Washington. Het complex beslaat ongeveer 1500 km².

## Productie van plutonium
De Hanford Site werd opgericht in 1943, gedurende de Tweede Wereldoorlog, in het kader van het Manhattanproject om het nodige plutonium te leveren voor de productie van de eerste kernwapens.
De Hanford Site droeg de codenaam Site W in het kader van het Manhattanproject.
Het op de Hanford Site geproduceerde plutonium diende voor de eerste atoombom, die getest werd op de Trinity Site nabij Alamogordo in Nieuw Mexico. Het werd ook gebruikt in de Fat Man, de atoombom die afgeworpen werd boven Nagasaki in Japan.

## Sluiting en sanering
De reactoren voor de productie van wapenmateriaal werden na de Koude Oorlog buiten bedrijf gesteld. Op het terrein is echter nog 204.000 m³ radioactief afval aanwezig in ondergrondse tanks, (met name transuranen). Dit is twee derde van de totale hoeveelheid hoogradioactief afval in de Verenigde Staten. In totaal gaat het om 177 tanks, waarvan 149 oudere, enkelwandige tanks. Een derde deel van deze enkelwandige tanks heeft in het verleden al radioactief materiaal gelekt, en de Hanford Site is nu het meest vervuilde kernenergie-gerelateerde terrein in de Verenigde Staten Mede omdat het terrein zich slechts op enkele kilometers afstand bevindt van de rivier de Columbia, heeft de Amerikaanse overheid besloten dat het terrein uiteindelijk gesaneerd moet worden.
Om het verder lekken van radioactief materiaal te voorkomen, zijn de enkelwandige tanks in de jaren negentig 'gestabiliseerd' door zo veel mogelijk vloeistof over te pompen uit die tanks naar de veiliger geachte dubbelwandige tanks. In de enkelwandige tanks bleef nog wel een aanzienlijke hoeveelheid niet-pompbaar materiaal achter, met een consistentie variërend van die van pindakaas tot een soort modder. In februari 2013 werd echter duidelijk dat ten minste zes tanks naar alle waarschijnlijkheid (opnieuw) materiaal lekken, in totaal zo'n 2000 liter per jaar.
Ondertussen is er nog geen echte oplossing voor het duurzaam verwerken en opslaan van het afval. Een verglazingsinstallatie is in aanbouw, maar de bouw heeft jaren vertraging opgelopen. Sinds 1989 hebben vijf hoofdaannemers achtereenvolgens aan het project gewerkt. De huidige hoofdaannemer is Bechtel, en de huidige planning voor de oplevering is 2019.

## Andere activiteiten
Hoewel de meeste activiteit op het terrein zich richt op de sanering is er nog een kernenergiecentrale in bedrijf, het Columbia Generating Station. Daarnaast zijn er op en nabij het terrein verschillende centra voor wetenschappelijk onderzoek gevestigd zoals het Pacific Northwest National Laboratory en het LIGO Hanford Observatory. Deze centra ontwikkelden zich mede als gevolg van het grote aanbod van wetenschappelijke medewerkers na de sluiting van de wapenfabrieken met bijbehorende laboratoria.